# Il discorso decisivo
Il Libro del discorso decisivo in cui si stabilisce la connessione esistente tra la rivelazione e la filosofia (in arabo: فصل المقال في ما بين الحكمة و الشريعة من إتصال, Fasl al-maqâl fîmâ bain ashsharî'ah wa al-hikmah min al-ittisâl), conosciuto come Il trattato decisivo o Il discorso decisivo, è un testo di Averroè datato al 1179. Si tratta di una fatwā (il corrispettivo del responsa per il diritto romano) che pone la questione se sia consigliato, obbligatorio o vietato praticare la filosofia dal punto di vista della fiqh, ossia la giurisprudenza islamica. Averroè, in qualità di qāḍī di Cordova, cerca di dimostrare che per gli studiosi la filosofia è obbligatoria; aggiunge, tuttavia, che la filosofia non è appropriata per coloro che non hanno le capacità di padroneggiare la dimostrazione razionale. Questi devono accontentarsi del significato ovvio del Corano. Averroè risponde quindi a coloro che pensano che la filosofia distolga gli uomini dalla religione: ciò avviene solo se è praticata da coloro che non ne hanno la competenza.
Secondo gli studiosi William Theodore De Bary e Ainslie Embree, il Discorso rappresenta «un classico tentativo di riconciliazione fra religione e filosofia.»

## Importanza dell'opera
Alain de Libera, filosofo e medievista, ritiene che il Discorso decisivo sia il testo «più rappresentativo» dell'«uomo, dell'opera e dell'epoca». Afferma inoltre che si tratta più d'un'opera giuridica che teologica o filosofica.
Nel diritto musulmano (fiqh), un atto può avere cinque stati: lecito, obbligatorio, o raccomandato, biasimevole, o proibito. La questione del Discorso è capire quale delle cinque caratterizzazioni si adatti alla filosofia. Averroè vuole dimostrare che la filosofia è raccomandata o obbligatoria, specialmente per lo studioso. L'opera si rivolge al pubblico colto del suo tempo della Spagna islamica, ovvero ai giuristi malichiti, ai teologi ashariti e ai detentori del potere politico, gli Almohadi. Averroè è molto rispettato dalle autorità e dal popolo in quel momento della sua esistenza, il 1179.
Il medievista Rémi Brague, a differenza di Alain de Libera, cerca di relativizzare l'importanza dell'opera sia nell'opera totale di Averroè che nell'interpretazione della filosofia di quest'ultimo. Secondo lo studioso, il Discorso, nella società attuale, ha contribuito principalmente a creare il mito di un Averroè "tollerante", quando invece rappresenterebbe solo un numero limitato di pagine in tutti gli scritti del filosofo andaluso e non è particolarmente originale.

## Contenuto

### Le tre classi dell'intelletto
Averroè distingue nell'opera (§16-17) tre tipi di argomentazioni ereditate dalla logica di Aristotele, che corrispondono a «tre classi di intelletti», spiega Alain de Libera. Si tratta degli argomenti dimostrativi, dialettici e retorici. Gli argomenti dimostrativi sono propri dei filosofi e inaccessibili alle altre classi di intelletti. Si fondano sulla capacità di costruire e comprendere sillogismi razionali, senza l'intermediazione di immagini o opinioni comuni. Gli argomenti retorici si basano su immagini, sono comuni a tutti gli uomini e sono utilizzati nel Corano per presentare le verità religiose al maggior numero di persone. Gli argomenti dialettici riguardano solo i teologi che sono allo stesso tempo incapaci di ragionamenti dimostrativi e capaci di andare oltre il senso ovvio del testo rivelato. Questa distinzione tra tre tipi di uomini e di argomentazioni corrisponde per Averroè alla parola coranica (XVI, 125): «Chiama gli uomini sulla via del tuo Signore con saggezza e bella esortazione; e discuti con loro nel miglior modo possibile.»
Serge Cospérec, nel suo studio del Discorso, riassume così: «La folla può acconsentire alla verità (e vi può essere condotta) solo attraverso argomenti "retorici" (sensibili, immaginati). Per questo motivo il Corano abbonda di figure poetiche». Gli argomenti dialettici, d'altra parte, sono propri dei teologi pronti alla disputa, incapaci di concordare sulla verità. L'uso della dialettica porta allo scetticismo, cioè alla controversia tra sette opposte che si accusano reciprocamente di essere infedeli, e non possono accordarsi.
Averroè critica i metodi dialettici degli ashariti che, secondo lui, portano al «settarismo». Li accusa di negare il carattere necessario di alcune verità come «l'esistenza di cause necessarie agli effetti, l'esistenza di forme sostanziali e di cause seconde». Sostiene che gli ashariti difendano tesi sofistiche, condannino coloro che non comprendono Dio secondo i loro metodi e siano in definitiva degli «oppressori» per i musulmani, secondo Alain de Libera nell'introduzione al Discorso.

#### L'interpretazione del Corano
Nel Discorso, Averroè introduce l'idea secondo cui alcuni passi del Corano non vadano letti letteralmente, ma interpretati.
Averroè distingue tre tipi di enunciati nel Corano, che richiamano ad atteggiamenti diversi secondo le diverse classi di uomini. Ci sono gli enunciati univoci, equivoci e quelli che «esitano» tra i due, riassume Alain de Libera. La folla, la maggioranza degli uomini, deve leggere il Corano nel suo senso ovvio e non ha il diritto di interpretare il testo, afferma Averroè. Il filosofo, al contrario, poiché è capace di distinguere ciò che deve essere compreso nel senso ovvio e ciò che deve essere interpretato, ha il dovere di interpretare il significato degli enunciati equivoci e incerti. Questo è il metodo dimostrativo.
Tuttavia, secondo Averroè questo metodo non deve essere divulgato alla folla. Infatti, se la folla sapesse che il senso ovvio non è sempre il più appropriato, cadrebbe in una forma di scetticismo e infedeltà. Averroè quindi vieta la divulgazione degli scritti di tipo dimostrativo: solo gli scritti che fanno uso della retorica devono essere accessibili alla folla. Così rimprovera a teologi come Al-Ghazâlî la confusione dei generi, cioè l'uso nella stessa opera della retorica e del sillogismo, il che non può che diffondere l'infedeltà secondo Averroè. Accusa Al-Ghazâlî di essere persino un falso eclettico: «È asharita con gli Ashariti, sufi con i Sufi, filosofo con i Filosofi», spiega Alain de Libera.

## Impatto nella posterità
L'opera non fu tradotta nel Medioevo europeo e non avrà impatto nel mondo cristiano, a differenza dei Commentarii su Aristotele dello stesso autore. Il domenicano Raymond Martin traduce solo l'«Appendice» nel 1278 nel Pugio Fidei. Il Discorso completo sarà pubblicato nella lingua originale nel 1859 e tradotto nel 1875 dall'orientalista tedesco M. J. Müller.
Ad ogni modo, l'opera sarà ampiamente commentata nella filosofia ebraica nel Medioevo, in particolare da Shem Tov Falaquera (anche se in modo «silenzioso») e forse da Mosè Maimonide in Guida dei Perplessi. Falaquera considera la filosofia la «sorella gemella della Legge» (Legis gemella soror), seguendo Averroè che la considera la sua «sorella di latte», riprendendo la tematica del titolo del Discorso «sulla connessione tra la Rivelazione e la filosofia».
Gli autori ebrei parlavano l'arabo e quindi avevano un accesso diretto al testo, a differenza dei latini. Inoltre, l'opera sarà tradotta in ebraico nel XV secolo, e sarà commentata nel Rinascimento dall'averroista Elia del Medigo.
Il Discorso assunse inoltre un'importante influenza nel XIX secolo durante la Nahda, il rinascimento o "Risveglio" nel mondo arabo. Marc Geoffroy mostra quali autori lo commentano.